# 라울 드 로렌 공작
라울 드 로렌(Raoul de Lorraine) 또는 로돌프(Rodolphe de Lorraine)은 1329년부터 사망할때까지의 로렌 공작이며, 용맹공(le Vaillant)이라 불렸다. 그는 페리 4세 드 로렌과 알브레히트 1세의 딸 로렌 공작부인 오스트리아의 엘리자베트 사이에서 태어난 아들이자 후계자이다. 그의 나이 9세때 아버지가 사망하여 어머니의 섭정 통치하 (1334년까지)에서 공작 자리를 이어받았으며, 로렌, 프랑스, 브르타뉴, 이베리아 등지에서 일어난 전쟁에 참여하는 투사적인 공작이였다. 그는 크레시 전투에서 전사했다.
1337년에 바르 백작 앙리 4세가 라울이 공작으로서 보유하고 있던 몇 영지에 대해 충성 서약하는 것을 거부하였다. 그러자 그는 퐁타무송을 포위하고 파괴시켰다. 보복이 계속된 가운데, 앙리 4세는 로렌의 서부를 파괴했고 라울은 바루아를 공격했다. 필리프 6세가 개입으로 이 전쟁은 종결되었다. 그때까지 프랑스와 제휴한 로렌은 매우 강력해졌다. 그들은 반은 합스부르크 가문 출신이였던 라울의 통치하에서 더욱 강해졌다. 그의 두 번째 결혼 상대는 프랑스 영주 기 1세의 딸이자 프랑스 국왕의 조카였다. 그는 또한 백년 전쟁 발생 시기에 일어난 잉글랜드의 국왕 에드워드 3세의 투르네 공성전에서 필리프의 군대를 돕기도 했다.
잉글랜드와 프랑스 사이의 짧은 평화 기간에 그는 레콩키스타를 벌이던 알폰소 11세를 도우러 이베리아 반도에 간적도 있었다. 그는 그라나다의 무어인들과 전투를 벌였고 1340년 11월 3일 지브롤터 전투에서 빛을 발하였다.
프랑스로 돌아온 후, 그는 브르타뉴 계승 전쟁에서 처남 샤를 드 블루아를 도왔다. 그는 돌아와 크레시 전투에서 필리프 편에 섰고, 1346년 8월 26일에 많은 거출한 프랑스 기사들과 함께 그곳에서 전사했다.
그의 첫째 부인 알리에노르 (Aliénor)는 바르 공작 에두아르 1세와 부르고뉴의 마리 사이에서 태어난 딸이였다. 이 혼인은 1329년 퐁타무송에서 이루어졌으나, 1332년에 그녀가 사망할때까지 자녀는 없었다. 그는 앞서 언급한 기와 프랑스 국왕 필리프의 여동생인 마르가레트의 딸 마리 (1323년–1380년)와 재혼했다. 그들은 세 명의 자녀를 두었다:
- 쌍둥이 (1343년 7월 31일 이전 사망)
- 장 (1346년–1390년) - 라울의 후계자

## 같이 보기
- 로렌가